# L'Homme mesuré
Pour plus de détails, voir Fiche technique et Distribution.
L'Homme mesuré (Der vermessene Mensch) est un film allemand, réalisé par Lars Kraume, présenté  dans la catégorie Berlinale Special lors du 73e Festival international du film de Berlin en 2023. Le film est une fiction sur la base de faits historiques.

## Synopsis
Lors d'une visite de « zoos humains » à l'exposition coloniale de Berlin en 1896, le professeur Josef von Waldstätten accompagné de ses élèves et d'Alexander Hoffmann, doctorant en ethnologie, réunit une délégation d'Héréros et de Namas afin de mesurer leurs crânes censés être plus petits que ceux des Européens, théorie communément admise par l'Université et érigée en preuve absolue de la supériorité de la race blanche sur toutes autres races. Alexander Hoffmann, un héritier de la pensée d'Alexander von Humboldt qui est un des assistants de Waldstätten, se prend d'affection pour Kézia, une Héréro qui a appris à parler allemand auprès de missionnaires. En tant qu'interprète, elle fait partie de la délégation envoyée par Samuel Maharero, le chef des Héréros, lors de la rencontre préparée par Theodor Leutwein entre des représentants de peuples de la colonie du sud-Ouest africain allemand et l'empereur  Guillaume II. À son contact, il se persuade que les théories raciales en cours, tendant à affirmer la supériorité des blancs, sont fausses, à l'instar de feu son père, lui-même ethnologue et considéré par l'académie comme un excentrique (qui finit mangé par les « sauvages »). 

En 1904, une guerre éclate au sud-ouest africain allemand entre les autochtones et les colons. L'armée impériale est envoyée sur place pour réprimer la révolte. Afin d'étudier les indigènes en toute sécurité, le professeur Josef von Waldstätten propose au professeur d'anthropologie Bernd Wendenburg, un darwinien, de se rendre au sud-ouest africain. Hoffmann se porte alors volontaire pour faire partie de l'expédition. 
Après la traversée en bateau, les deux ethnologues rejoignent l'armée impériale et accompagnent dans le Waterberg une patrouille d'éclaireurs qui débusque le camp de Samuel Maharero. Mais Wendenburg, mordu par un mamba noir, meurt, étouffé par le lieutenant Wolf von Crensky qui veut l'empêcher de hurler et d’alerter les Héréros. Hoffmann est aussi le témoin, lors de la bataille de Waterberg, des ordres d'extermination du général Lothar von Trotha pour vaincre les Héréros. 
La guerre permet à Hoffmann, dans ses travaux d'ethnologue, de récolter des crânes d'indigènes morts au combat, et de prouver que la taille du crâne d'un « sauvage » est équivalente à celle des crânes blancs. Quelques semaines plus tard, il retrouve à Swakopmund le professeur Josef von Waldstätten, venant du Cap où il a été invité par la société des sciences britannique afin d'enregistrer des langues autochtones. Hoffmann lui fait part des conclusions de ses recherches, affirmant ce qu'il avait déjà théorisé à l'université de Berlin. Le professeur reconnaît la justesse de ses conclusions mais refuse de faire publier l'article rédigé par Hoffmann, arguant une très probable mauvaise réception de ses affirmations par la presse nationale. Il lui suggère alors de trouver des crânes vieux de 200 à 300 ans supposés plus petits pour corroborer la théorie la plus couramment admise… s'il veut un jour obtenir une chaire à l'académie de Berlin.

Accompagné du lieutenant Wolf von Crensky, du caporal Kramer et du soldat Hartung, Hoffmann se rend dans le désert et profane une sépulture indigène isolée, lorsqu'une attaque survient. Hartung et von Crensky sont tués tandis que Kramer s'enfuit à cheval. Hoffmann reste seul à l'intérieur de la sépulture et parvient à abattre leur assaillant d'un coup de son révolver. Il s'enfuit alors dans le désert où, à bout et perdu, il tente de se suicider avant de finalement tirer des coups de feu en l'air. Il est retrouvé inanimé par des indigènes placés sous la protection du pasteur Kuhlmann de la mission rhénane allemande et où il est soigné. Lors de sa convalescence, Hoffmann, qui n'a jamais oubliée Kézia et conserve en permanence sur lui une photographie qu'il a prise d'elle lors de son séjour à Berlin, rencontre son mari, lui-même blessé et soigné par les missionnaires. Celui-ci lui indique que Kézia est internée  au camp de concentration de Shark Island.

Un peu plus tard, à Lüderitz, Hoffmann retrouve le professeur von Waldstätten, qui lui propose de prendre le bateau le lendemain avec lui pour l'Allemagne. Mais Hoffmann refuse et, dans l'espoir de retrouver Kézia, se rend au camp de concentration de Shark Island. Sur place, il constate que les conditions de vie sont abominables et que les prisonniers, amaigris et épuisés, sont astreints à des travaux forcés. Convoyé par l'officier responsable du camp, Hoffmann est mené à un atelier de fortune. Surmontant l'odeur pestilentielle qui s'en dégage, Hoffmann découvre que dans cet atelier sont décapités des cadavres et leurs crânes mis à bouillir pour être nettoyés puis chargés dans des caisses expédiées au Musée ethnologique de Berlin. Une femme est alors désignée par l'officier comme étant Kézia. Celle-ci est attablée et occupée à racler un crâne pour en détacher des lambeaux de chair. Malgré la certification de son identité, Hoffmann feint de ne pas la reconnaître et sort précipitamment de l'atelier avant de s'éloigner définitivement.

Des années plus tard, en 1920, à Berlin, Alexander Hoffmann est enseignant à l'Université. Pendant un de ses cours, un élève lui montre un ouvrage où figure un article qu'il a écrit en 1896, à la suite de son examen des Héréros, dans lequel il réfutait l'inégalité biologique des races entre blancs et noirs, évoquant plutôt des différences culturelles liées entre autres à la géographie et au climat. L'étudiant lui demande alors pourquoi il a changé d'avis. Après une longue hésitation, Hoffmann lui répond : « J'étais jeune », avant de déchirer les pages du livre où figuraient ses écrits.

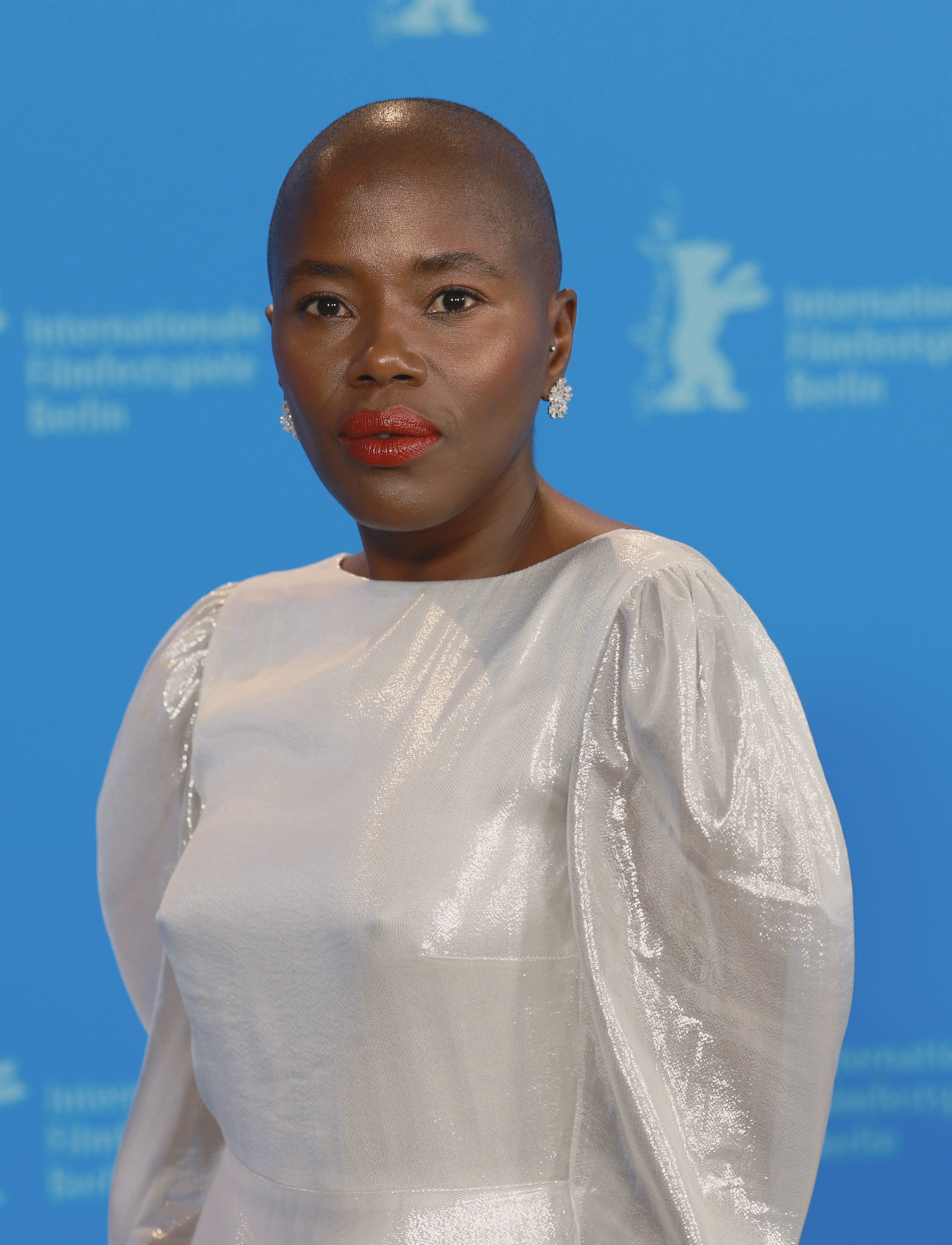
Girley Charlene Jazama à la Berlinale 2023 qui incarne Kunouje ou Kézia.

## Fiche technique
- Titre original : Der vermessene Mensch
- Titre international : Measures of Men
- Titre français : L'Homme mesuré
- Réalisation : Lars Kraume
- Scénario : Lars Kraume basé sur le roman d'Uwe Timm, Morenga
- Musique : Julian Maas (de), Christoph M. Kaiser (de)
- Décors : Sebastian Soukup (de)
- Costumes : Esther Walz
- Photographie : Jens Harant (de)
- Son : Stefan Soltau
- Montage : Peter R. Adam (de)
- Production : Thomas Kufus
- Société de production : Zero one film (de)
- Sociétés de distribution : Picture Tree International, Studiocanal
- Pays de production :  Allemagne
- Langue originale : allemand
- Format : couleur
- Genre : drame historique
- Durée : 116 minutes
- Dates de sortie : 
  - Allemagne : 22 février 2023 (Berlinale)
  - Allemagne : 23 mars 2023

## Distribution
- Leonard Scheicher : Alexander Hoffmann
- Girley Jazama (de) : Kezia Kambazembi, Kunouje en héréro
- Peter Simonischek : Le professeur Josef Ritter von Waldstätten à l'Université Humboldt de Berlin
- Sven Schelker : Le lieutenant Wolf von Crensky
- Max Koch : Le caporal Kramer
- Ludger Bökelmann (de) : Fähnrich Hartung
- Leo Meier (de) : Bernd Wendenburg
- Anton Paulus : Friedrich Maharero
- Tilo Werner (de) : Le missionnaire Kuhlmann
- Alexander Radszun (de) : Le général Lothar von Trotha
- 2023 : Ludwig von Estorff
- Patrick Berg : Docteur Böringer
- Michael Del Coco : Officier de justice
- Julia Jendroßek (de) : Elise von Schulenburg
- Niklas Wetzel (de) :
- Rike Eckermann (de) : Madame Schröder
- David Bredin (de) : Otto Handke
- Corinna Kirchhoff : Henriette Hoffmann
- Otja Kambaekua : Gabriel Kambazembi
- Moses Mberira : L'interprète
- Brigitte Karner (de) : Emma von Waldstätten

## Distinctions

### Récompenses
- 2023 : Prix du film allemand : 
  - Meilleur décor pour Sebastian Soukup (de)[1].
- 2023 : Festival du cinéma allemand de Ludwigshafen (de) :
  - Meilleur producteur pour Thomas Kufus[2].
- 2023 : Jupiter Awards
  - Prix de la meilleure gestion de production pour Zero one film (de)[3].

### Nominations
- Berlinale 2023
- Sélectionné pour le 54e Festival international du cinéma indien en 2023 afin d'obtenir le «Paon d'or du meilleur long métrage»[4]
- Sélectionné pour le Festival international du film de Vancouver 2023 (en) dans la section «panorama».

## Autour du film
L'histoire d'Alexander Hoffmann sert de prétexte au réalisateur du film pour retracer une période sombre et peu connue de l'histoire de l'Empire allemand lors de la prise de possession de territoires coloniaux. L'action se situe à Berlin et en Afrique, plus particulièrement dans ce qu'était la colonie d'Afrique du Sud-Ouest (aujourd'hui la Namibie) occupée à partir de 1884 par l'Empire de Guillaume II. Lors d'une insurrection des autochtones contre les colons, le général Lothar von Trotha, dépêché en urgence sur place, décide de construire des camps de concentration et de pratiquer l'extermination systématique des insurgés.
 Le génocide est reconnu par les autorités allemandes en 2021.
 Le film est projeté en Namibie où le réalisateur, par manque de structure adéquate, utilisera un cinéma mobile alimenté par énergie solaire.
On peut lire juste avant le générique de fin : « Le génocide des Hovaherero, des Nama, des Damara et des San a duré de 1904 à 1908, ses effets se font encore sentir. La théorie des races a jeté les bases de la politique nazie de la Shoah ». 
 Jusqu'ici, seul le film Morenga du réalisateur allemand Egon Günther, présenté en 1985 au festival de Berlin, traite du même sujet.
Le film  a été tourné à Berlin, en Afrique du Sud et à Swakopmund du 16 septembre 2021 au 15 octobre 2021.
La première diffusion de ce film sur la chaîne Arte en France, a eu lieu le 4 octobre 2024.

## En bref
Un exemple de la richesse culturelle du peuple héréro. Dans le film, le prénom de la jeune interprète, Kézia, renferme tout un concept : « Peu importe où tu iras, tu trouveras un nouveau monde ».

## Sources
- crew-united, L'Homme mesuré.
- Berlinale 2023 (de).
- Internationale Filmfestspiele Berlin (de).
- ZDF : Der vermessene Mensch (de).
- FBW : Der vermessene Mensch (de).
- Picture Tree International : Measures of men (en).
- Berlinale Spécial : Der vermessene Mensch p. 27 (de).
- Cineuropa